# Zecchino d'Oro 2008
Il cinquantunesimo Zecchino d'Oro si è svolto a Bologna dal 25 al 29 novembre 2008.
È stato presentato da Veronica Maya e Paolo Conticini con Cino Tortorella. La sigla era "Lo Zecchino d'Oro cinquant'anni ha... un anno fa", ed è stata l'ultima ad essere trasmessa in formato 4:3. È stata l'ultima edizione condotta da Cino Tortorella.
Per festeggiare il traguardo del programma alla sua 51ª edizione, è stato introdotto un nuovo regolamento che prevede l'assegnazione di uno zecchino di colore diverso per ogni giornata (assegnato da giurie speciali, non composte esclusivamente da bambini): Prima giornata, Zecchino Colpo di Fulmine ; Seconda giornata, Zecchino dei Piccoli ; Terza Giornata, Zecchino dei Nonni ; Quarta Giornata, Zecchino degli Autori ; Ultima giornata, TeleZecchino  e Zecchino d'Oro . Ci sono 12 canzoni invece di 14, di cui 8 italiane e 4 straniere. Non viene più assegnato lo zecchino d'argento, e di conseguenza viene eliminata la separazione della seconda e della terza giornata tra le canzoni italiane e le canzoni straniere, e tutte le canzoni gareggiano ogni giorno. 
Un altre delle novità di questa edizione è costituita dall'introduzione del Jolly, ad eccezione della giornata finale, ogni giorno 3 delle canzoni in gara sono state eseguite da ospiti musicali insieme ai bambini, i cantanti che vi hanno partecipato sono: Statuto, Aleandro Baldi, Cristina D'Avena, PQuadro, Fabiola Ricci, Mal, Walter Brugiolo, Daniele Battaglia, Silvia Mezzanotte, Cristian Cocco con i Tenorenis, Francesca Alotta e Luisa Corna.
Altri ospiti di questa edizione sono stati i protagonisti de Il Magico Show di Topolino, il Mago Gabriele Gentile, il Mago Pecar, Vincenzo Spadafora, e un gruppo di ballerini Hip Hop proveniente da San Pietro in Casale.
Il Fiore della solidarietà del 2008 è dedicato alla costruzione di una scuola per non udenti in Kenya.
Durante la finale sono inoltre intervenuti in collegamento telefonico, Diego Abatantuono, Antonella Clerici, Manuela Arcuri, Paolo Belli, Pino Insegno, Max Biaggi e Christian De Sica per sostenere il Fiore della Solidarietà.

## Brani in gara
- Attenti alla musica (Testo: Gian Pietro Pendini/Musica: Gian Pietro Pendini) – Nicole Zilio (9 anni) (3º posto)
- Come un aquilone (Време е за нас) ( Macedonia) (Testo: Kaliopi Bukle/Testo italiano: Gian Marco GualandiMusica: Kaliopi Bukle) – Anja Veterova (Ања Ветерова) (9 anni)
- Giochi di parole (Testo: Mario Gardini/Musica: Carlo Maria Arosio) – Virginia Ruspini (10 anni) (2º posto)
- Ika o do gba ( Nigeria) (Testo: Taiwo Yakubu/Testo italiano: Giovanni Gotti/Musica: Taiwo Yakubu) – Meny Arukei Sorbello (8 anni)
- Il mare sa parlare (Testo: Vittorio Sessa Vitali/Musica: Corrado Castellari, Melody Castellari) – Shania Kathapurmall (9 anni)
- Il mio mondo (Nas minhas pequenas mãos) ( Portogallo) (Testo: Alexandrina Pereira, Artur Jordâo/Testo italiano: Antonella Boriani/Musica: Artur Jordâo) – Bianca Maino Varela (8 anni)
- Il tortellino (Testo: Tiziana di Tullio, Alessandro Visintainer/Musica: Alessandro Visintainer) – Massimo Bartolucci (8 anni)
- Io più te fa noi (Dicţionar Român – Italian) ( Romania) (Testo: Miruna Oprea – Ioachim Octavian Petre/Testo italiano: Alberto Pellai/Musica: Miruna Oprea – Ioachim Octavian Petre) – Ștefan Cristian Atîrgovițoae (7 anni)
- Le piccole cose belle (Testo: Lodovico Saccol/Musica: Lodovico Saccol) – Alice Risolino (10 anni)       (1º posto)
- Skamaleonte (Testo: Gianfranco Grottoli, Andrea Vaschetti/Musica: Gianfranco Grottoli, Andrea Vaschetti) – Emanuele Scellato (10 anni)
- Ti faccio la foto (Testo: Andrea Ballabio, Lorenzo Rossi/Musica: Andrea Ballabio, Lorenzo Rossi) – Alessandra Zambotti (8 anni)
- Tito e Tato (Testo: Vittorio Sessa Vitali/Musica: Renato Pareti) – Roberta Cassarino e Dario Maggi (entrambi 5 anni)
- (fuori concorso) Filastrocche e tiritere (31º Zecchino d'Oro) - Piccolo Coro dell'Antoniano (A cappella)
- (fuori concorso) L'inno alla Pigotta (UNICEF) - Piccolo Coro dell'Antoniano

## Giuria
Data l'introduzione degli zecchini colorati in studio è stata presente ogni giorno una giuria diversa, non sempre composta esclusivamente da bambini.

### Prima giornata
La giuria che ha assegnato lo Zecchino Rosso, è stata composta da 12 giurati, 6 bambini e 6 volti noti, i vip in questione erano Lorena Bianchetti, Matilde Brandi, Sandro Mayer, Imelde Bronzieri (la sarta degli abiti che indossano i piccoli interpreti e i bambini del coro), Irene Pivetti e Monica Setta, inoltre c'erano 2 bambini provenienti dal Piccolo Coro Melograno di Firenze, che fa parte della Galassia dell'Antoniano.

### Seconda giornata
A votare in giuria per assegnare lo Zecchino Bianco ci furono 12 bambini, dai 3 ai 7 anni, una particolarità di questa giuria e dovuta dal metodo di votazione, per aiutare i bambini più piccoli a votare, hanno pensato ad un gioco, ogni bambino a tre palline colorate (rossa, gialla e verde) e per votare ogni canzone, infilano ogni pallina in un tubo di plastica del rispettivo colore, ogni pallina vale un numero di punti; la rossa vale 6 punti, la gialla vale 8, e la verde vale 10.

### Terza giornata
La giuria che ha assegnato lo Zecchino Blu, è stata composta da 12 coppie di nonni e nipoti, dopo l'esecuzione di ogni brano, i nonni e i nipoti hanno votato in coppia.

### Quarta giornata
La giuria che ha assegnato lo Zecchino Verde, è composta da pochi bambini, e dagli stessi autori delle canzoni in gara, (non proprio tutti gli autori, alcuni di loro non sono potuti venire a Bologna quel giorno), dopo le votazione gli autori hanno anche parlato a proposito del loro brano in gara, e anche di alcuni brani che hanno scritto per altre edizioni dello zecchino.

### Quinta giornata
Per la finale la giuria è stata composta tradizionalmente da bambini dagli 8 ai 12 anni provenienti da tutta Italia, in questa giornata la giuria ha votato solo dopo che tutti i brani sono stati eseguiti, poi sono stati riascoltati tramite Highlights, e poi hanno votato, per assegnare lo Zecchino D'Oro.

## Ascolti
| Prima TV Italia  | Ascolti prima parte | Ascolti seconda parte | Ascolti terza parte (solo finale) | Ascolto medio |
| ---------------- | ------------------- | --------------------- | --------------------------------- | ------------- |
| 25 novembre 2008 | 2.953.000 (24,95%)  | 3.693.000 (24,66%)    | /                                 |               |
| 26 novembre 2008 | 2.681.000 (23,48%)  | 3.425.000 (23,29%)    | /                                 |               |
| 27 novembre 2008 | 2.854.000 (24,37%)  | 3.651.000 (24,55%)    | /                                 |               |
| 28 novembre 2008 | n.d.                | n.d.                  | /                                 |               |
| 29 novembre 2008 | 3.503.000 (24,84%)  | 4.790.000 (24,87%)    | 5.776.000 (26,6%)                 |               |
| Media            |                     |                       |                                   |               |